# 張律生
張律生（1880年—1944年），中華民國將領張璧的大哥，毕业于保定师范学校，曾任霸县小学校长，清朝最末一科的秀才。

## 生平
曾幫助張璧到天津就讀中學。1918年，张璧到北京后，将母亲和王汝珍等人一同接到北京居住。随即大哥张律生偕夫人等也搬到北京。张律生无论是在经济還是職業道路上都予张璧很大的幫助，所以张璧特别敬重大哥張律生。张律生到北京落戶后，先携带全家人同住在樱桃斜街39号一个小四合院，后于1937年4月1日开始就任旧北平市农事试验场（即現時“北京动物园”）场长。有了薪酬，他曾租住在中南海流水音。在北京期間，張律生育有子女12人。。張律生曾任縣知事(縣長)，前兩任在河北赤城、安平，最後一任在山西石樓。

### 書籍
- 中華民國史史料外編: 前日本末次研究所情報资料-第63卷-第61頁
- 政府公報-第114卷，第2012-2041期-第505頁